# برايان فالون
برايان فالون (بالإنجليزية: Brian Fallon)‏ هو موسيقي ومغن مؤلف وعازف قيثارة أمريكي، ولد في 28 يناير 1980 في ريد بانك في الولايات المتحدة.

## وصلات خارجية
- الموقع الرسمي
- برايان فالون على موقع ميوزك برينز (الإنجليزية)
- برايان فالون على موقع رولينغ ستون (الإنجليزية)
- برايان فالون على موقع أول ميوزيك (الإنجليزية)
- برايان فالون على موقع ديسكوغز (الإنجليزية)